# Sigurd Rambusch (arkivarie)
Sigurd Rambusch, född 21 december 1931 i Esbjerg, är en dansk arkivarie.

## Biografi
Rambusch är son till advokaten och motståndsmannen Hartvig H. Rambusch. År 1950 avlade Rambusch examen i Esbjerg och gick sedan på Askovs folkhögskola fram till 1951. Från 1955 studerade han amerikansk historia vid Fulbright-programmet på University of Kansas, USA, och fullföljde stipendiet med graden Master of Arts 1957. År 1963 blev han anställd på Rigsarkivet där han var anställd i 38 år. Rambusch fick flera studieprojekt på olika arkiv i Europa. År 1960 skickades han till Sovjetunionen och Polen, och under 1970-talet till Västtyskland och Storbritannien.
Han har också varit engagerad i ett antal branschorganisationer. Bland annat har han sedan 1986 varit medlem i styrelsen för Föreningen för Historia, Litteratur och Konst, och han var länge medlem i Udgiverselskabet for Danmarks Nyeste Historie.
Rambusch har också ett stort intresse för lokalhistoria och kyrkliga frågor, och i detta sammanhang sedan 1977, varit medlem i Rødovre Sogns Menighedsråd och sedan 1992 ordförande i samma förening. Den 30 november 1988 blev han en riddare av Dannebrogorden. Rambusch har skrivit böcker i synnerhet på historiska och lokalhistoriska ämnen och 1993 fick han i uppdrag att arbeta på Den Store Danske Encyklopædi där han har bidragit med olika artiklar. 
Han gifte sig med 12 augusti 1960 med arkitekten Marta Simon (29 april 1936 – 2008), dotter till Pál Simon och Margit F. Horváth.